# Brachodidae
Famille
Les Brachodidae sont une famille de lépidoptères de la super-famille des Cossoidea.

## Genres
D'après LepIndex, cette famille est composée des genres valides suivants :
- Atractoceros
- Brachodes
- Callatolmis
- Euthorybeta Turner, 1913
- Gora
- Hoplophractis
- Jonaca
- Miscera
- Nigilgia
- Palamernis Meyrick, 1906
- Phycodes Guenée, 1852  (syn : Tegna)
- Polyphlebia
- Procerata
- Pseudocossus
- Sagalassa
- Sisyroctenis
- Synechodes

Auxquels il faut rajouter deux genres décrits par Kallies :
- Paranigilgia Kallies, 1998
- Phycodopteryx Kallies, 2004